# Furore

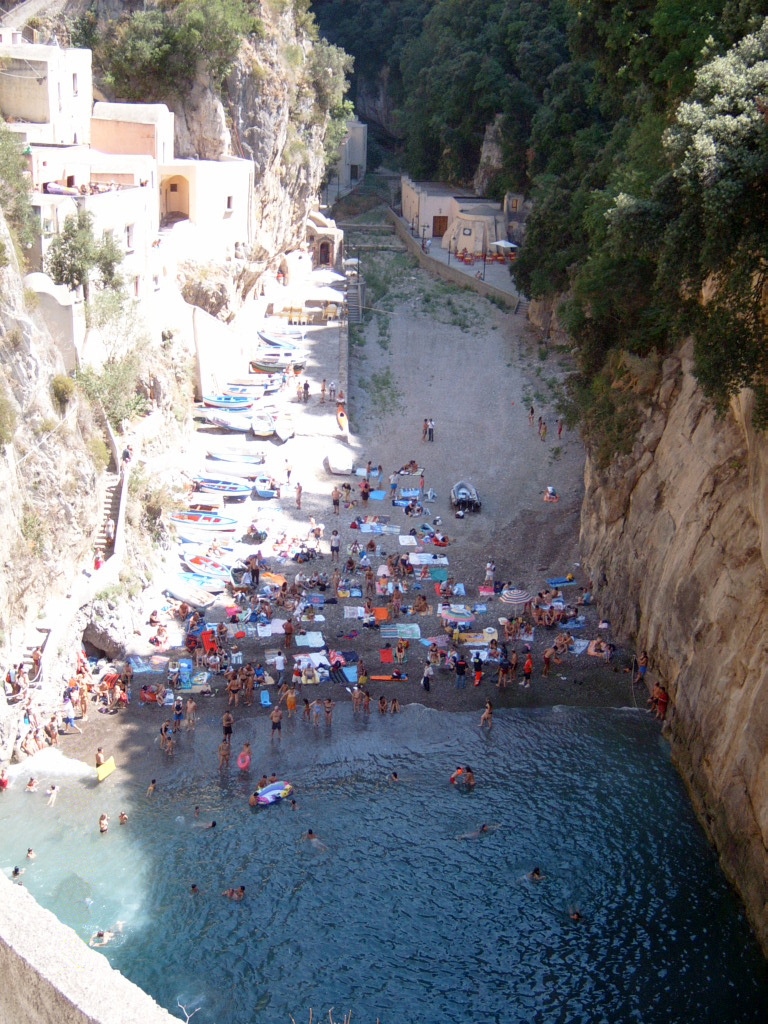
strand van Furore

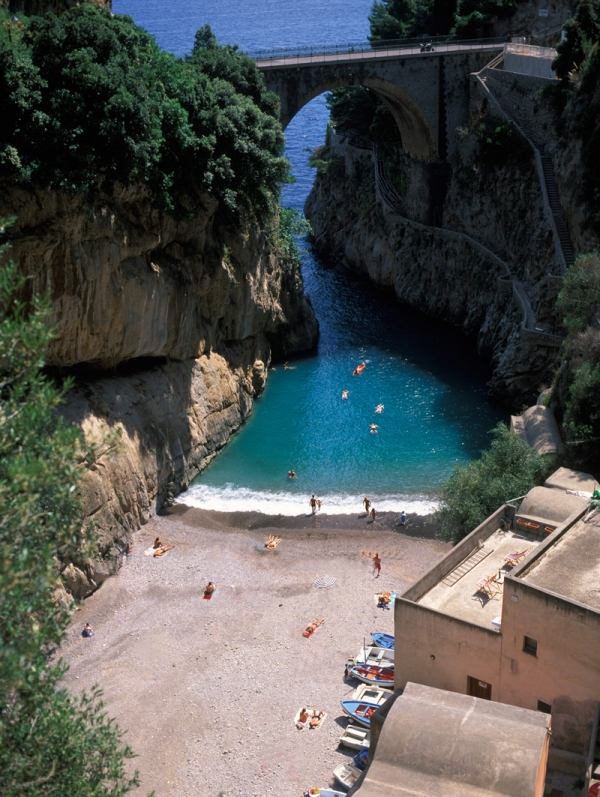
fjord van Furore

Furore is een gemeente aan de Amalfikust in de Italiaanse provincie Salerno (regio Campanië) in het zuiden van Italië en telt 850 inwoners (31-12-2010). De oppervlakte bedraagt 1,7 km², de bevolkingsdichtheid is 500 inwoners per km².

## Bezienswaardigheden
- Chiesa di S. Michele Arcangelo, kerk
- Chiesa di S. Giacomo, kerk
- Chiesa di S. Elia, kerk

## Demografie
Furore telt ongeveer 379 huishoudens. Het aantal inwoners steeg in de periode 1991-2001 met 4,0% volgens cijfers uit de tienjaarlijkse volkstellingen van ISTAT.
| Jaar | Inwoneraantal |
| ---- | ------------- |
| 1991 | 779           |
| 2001 | 810           |

## Geografie
Furore ligt tussen Praiano en Conca dei Marini. Furore grenst aan de volgende gemeenten: Agerola (NA), Amalfi, Conca dei Marini, Praiano.

## Verkeer en vervoer
Praiano is bereikbaar via de A3 en de SS 366. De dichtstbijzijnde luchthaven is de Luchthaven Napels of de luchthaven Salerno Costa d'Amalfi in Salerno.

## Externe links

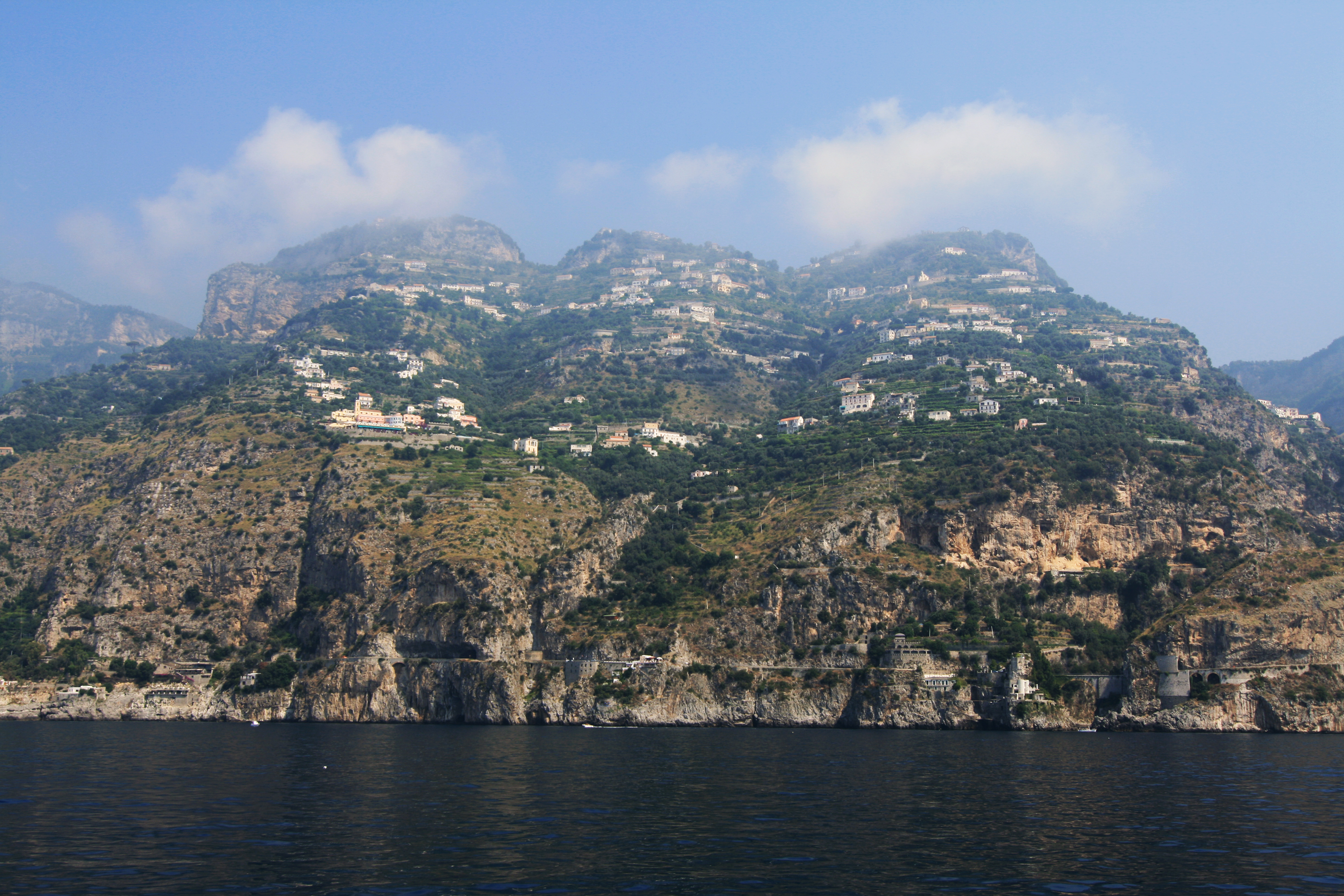
Panorama Furore